# پارتنیت
پارتنیت (به لاتین: Partenit) یک منطقهٔ مسکونی و اقامتگاه گردشگری در روسیه است که در شهرداری الوشتا واقع شده‌است. پارتنیت ۶٬۱۹۳ نفر جمعیت دارد و ۳۰ متر بالاتر از سطح دریا واقع شده‌است.